# Beaverdam
Beaverdam is een plaats (village) in de Amerikaanse staat Ohio, en valt bestuurlijk gezien onder Allen County.

## Demografie
Bij de volkstelling in 2000 werd het aantal inwoners vastgesteld op 356.
In 2006 is het aantal inwoners door het United States Census Bureau geschat op 344, een daling van 12 (-3,4%).

## Geografie
Volgens het United States Census Bureau beslaat de plaats een oppervlakte van
1,6 km², geheel bestaande uit land. Beaverdam ligt op ongeveer 261 m boven zeeniveau.

## Plaatsen in de nabije omgeving
De onderstaande figuur toont nabijgelegen plaatsen in een straal van 16 km rond Beaverdam.